# Kent Conrad
Gaylord Kent Conrad (Bismarck, Dakota del Norte; 12 de marzo de 1948) es un antiguo político estadounidense que fue Senador de los Estados Unidos por Dakota del Norte. Es miembro del Partido Demócrata NPL de Dakota del Norte, afiliado del Partido Demócrata de Dakota del Norte. Elegido senador por primera vez en 1986, fue presidente o miembro principal de la Comisión de Presupuestos del Senado durante 12 años.
El 18 de enero de 2011, Conrad anunció que se retiraba de la política y que no se presentaría a la reelección en 2012. Dijo en un comunicado que era más importante que "dedicara mi tiempo y energía a intentar resolver los problemas presupuestarios de la nación que a distraerme con otra campaña." Su compañera demócrata Heidi Heitkamp fue elegida para sustituirle.
Conrad copreside actualmente la Comisión sobre Seguridad de la Jubilación y Ahorro Personal del Centro de Política Bipartidista. También es miembro del ReFormers Caucus de Issue One. Además, forma parte de la junta directiva del Comité para un Presupuesto Federal Responsable.

## Primeros años
Conrad nació en Bismarck, Dakota del Norte, hijo de Abigail y Gaylord E. Conrad. Quedó huérfano muy joven y fue criado por sus abuelos en Bismarck. Estudió en la Roosevelt Elementary, la Hughes Junior High y el instituto de la base aérea de Wheelus en Trípoli (Libia), antes de graduarse en la Phillips Exeter Academy. Después estudió en Stanford y obtuvo un máster en Administración de Empresas por la Universidad George Washington.

### Carrera política inicial
Tras graduarse en la universidad, Conrad se hizo funcionario, trabajando como ayudante del Comisario de Impuestos del Estado de Dakota del Norte, Byron Dorgan, que más tarde se convertiría en su colega en el Senado. Conrad hizo su primera incursión en política cuando se presentó sin éxito a la oficina del Auditor de Dakota del Norte en 1976. En 1980, Conrad sucedió a Dorgan como Comisionado de Impuestos. Conrad fue Comisionado de Impuestos del Estado hasta 1986, cuando se presentó como candidato al Senado.

## Carrera en el Senado de EE.UU.

### Posiciones políticas
En abril de 2006 Time nombró a Conrad uno de los "10 mejores senadores de Estados Unidos". Ese mismo año, The American le elogió por sus conocimientos de temas económicos. Conrad apoyó a Barack Obama en las primarias presidenciales demócratas de 2008.
Conrad fue uno de los principales miembros de la "Banda de los 10", un grupo conservador que abogaba por aumentar las perforaciones marinas en zonas sensibles desde el punto de vista medioambiental. Era muy conocido por utilizar gráficos como ayuda visual cuando hablaba en el Senado, lo que le valió el apodo de "Padrino de los Gráficos".
Sanidad
En las negociaciones de 2009 sobre la reforma del sistema sanitario estadounidense, Conrad se opuso firmemente a una "opción pública". La AFL-CIO anunció que financiaría unas primarias contra Conrad en 2012 si seguía oponiéndose a una opción pública.
El 29 de septiembre de 2009, Conrad votó con los republicanos del Comité de Finanzas del Senado en contra de una enmienda al proyecto de ley sanitaria que habría previsto una opción pública. Apoyó la enmienda Stupak-Pitts, que pone límites a los abortos financiados por los contribuyentes en el contexto de la Ley de Asistencia Sanitaria Asequible para Estados Unidos de noviembre de 2009.
Políticas sociales
Conrad es políticamente más conservador que la mayoría de los demócratas. Votó sistemáticamente a favor de prohibir el procedimiento médico del aborto de nacimiento parcial. También se opone a la financiación pública del aborto, pero votó a favor de levantar la prohibición de abortos en bases militares. Conrad tiene un historial desigual en materia de derechos de los homosexuales. Aunque personalmente se opone al matrimonio homosexual, votó en contra de una propuesta de prohibición constitucional del mismo y ha apoyado proyectos de ley que impiden la discriminación por motivos de orientación sexual. El 31 de enero de 2006, Conrad fue uno de los cuatro demócratas que votaron a favor de confirmar al juez Samuel Alito en el Tribunal Supremo.
Políticas fiscales
El 17 de abril de 2012, Conrad, firme partidario del plan Simpson-Bowles, anunció su plan de ofrecer una versión del mismo que él, como miembro de la Comisión Nacional de Responsabilidad y Reforma Fiscal, ayudó a desarrollar. Los legisladores de la Comisión de Presupuestos del Senado podrían verse obligados a votar o modificar el plan.
Conrad era conocido por su profundo conocimiento de las políticas monetarias y las cuestiones presupuestarias. Se identifica como un "halcón del déficit", partidario de un presupuesto federal equilibrado, pero sigue apoyando las subvenciones agrícolas. Votó en contra de las propuestas republicanas de derogar el impuesto sobre el patrimonio y el impuesto mínimo alternativo. Apoyó la bajada de impuestos a la clase media, pero aumentó los impuestos a las personas que ganan más de un millón de dólares al año. En 2010 apoyó prorrogar los recortes fiscales de Bush que expiraban "al menos hasta que la economía se recupere claramente."
Conrad fue muy vocal en su oposición a las políticas de gasto de la administración de George W. Bush. Sostuvo que Bush empeoró la deuda nacional. Conrad también se opuso a la mayoría de las medidas de libre comercio y apoyó firmemente las subvenciones a los agricultores familiares.
Política exterior y seguridad nacional
En 1991, Conrad votó en contra de la aprobación del uso de la fuerza militar en Irak. Fue uno de los 23 senadores que votaron en contra de la resolución de guerra de 2002. Aunque inicialmente votó a favor de la Ley USA PATRIOT, se ha opuesto a las escuchas telefónicas sin orden judicial y a que el gobierno siga utilizando el centro de detención de Guantánamo.

### Escándalo de los préstamos de Countrywide Financial
En junio de 2008 se informó de que Conrad había recibido hipotecas en condiciones favorables para una segunda vivienda y un edificio de apartamentos debido a su asociación con el consejero delegado de Countrywide Financial, Angelo R. Mozilo. Conrad reconoció que había hablado con Mozilo por teléfono. En un correo electrónico del 23 de abril de 2004 sobre uno de los préstamos de Conrad, Mozilo animó a un empleado a "hacer una excepción debido a que el prestatario es senador." Conrad negó tener conocimiento previo de tal trato y destinó el descuento de la hipoteca a obras benéficas. Ciudadanos por la Responsabilidad y la Ética en Washington (CREW) pidió a la Comisión de Ética del Senado que investigara a Conrad. En agosto de 2009, tras un año de investigación, el Comité de Ética exoneró a Conrad de cualquier comportamiento poco ético en sus relaciones con Countrywide.

## Panorama de historial electoral
En las elecciones de 1986, Conrad derrotó al titular republicano, Mark Andrews, por 2.120 votos. Andrews había representado a Dakota del Norte a nivel federal desde 1963 (anteriormente había ocupado un escaño en la Cámara de Representantes antes de pasar al Senado en 1981).
Durante la campaña, Conrad prometió que no se presentaría a la reelección si el déficit presupuestario federal no se había reducido sustancialmente al final de su mandato. En 1992 se hizo evidente que no sería así, y aunque las encuestas mostraban que el electorado habría acogido con satisfacción que renegara de esa promesa, Conrad consideró que su promesa era vinculante y no se presentó a la reelección. Byron Dorgan ganó las elecciones primarias demócratas.
Conrad tuvo la oportunidad de seguir en el Senado cuando el otro senador de Dakota del Norte, el demócrata Quentin Burdick, falleció el 8 de septiembre de 1992. La viuda de Burdick, Jocelyn Birch Burdick, fue nombrada para ocupar el escaño temporalmente, pero fue necesaria una elección especial para cubrir el resto del mandato. Conrad vio esta oportunidad como algo diferente a presentarse a la reelección, se presentó y ganó la candidatura del Partido Demócrata-NPL. Ganó las elecciones especiales y juró su cargo el 14 de diciembre de 1992, renunciando a su escaño original en el Senado ese mismo día. (El escaño original de Conrad en el Senado fue ocupado entonces por Dorgan, mediante nombramiento del gobernador el 15 de diciembre de 1992, para ocupar el escaño durante el breve periodo hasta que hubiera jurado su cargo en circunstancias normales).
A pesar de la inclinación republicana de Dakota del Norte, Conrad fue cómodamente reelegido en 1994, un año en el que los republicanos ganaron la mayoría de los escaños del Congreso que no estaban en estados de fuerte tendencia demócrata.

## Vida personal
Conrad se ha casado dos veces. Su primera esposa, Pam, es hermana del exSecretario de Agricultura de Estados Unidos y exGobernador de Dakota del Norte Ed Schafer; tienen una hija, Jessamyn. Jessamyn Conrad es autora de What You Should Know About Politics ... But Don't, un manual de política supuestamente no partidista que fue elogiado por Barack Obama y Bob Dole.
El 14 de febrero de 1987, Conrad se casó con Lucy Calautti, su jefa de campaña para el Senado en 1986, que ahora es miembro de un grupo de presión de las Grandes Ligas de Béisbol.